# Battaglia di Apamea
La battaglia di Apamea fu combattuta il 19 luglio 998 tra le forze dell'impero bizantino e quelle del califfato fatimide, e fu parte di una serie di confronti militari tra di loro per il controllo della Siria settentrionale e l'emirato Hamdanide di Aleppo. Il comandante regionale bizantino, Damiano Dalasseno, avrebbe assediato Apamea, finché da Damasco sarebbero giunti i rinforzi fatimidi guidati da Jaysh ibn Samsama. Nella battaglia che ne seguì, dopo un iniziale vantaggio bizantino, un incursore curdo riuscì a uccidere Dalasseno, e i bizantini caddero nel panico, si diedero alla fuga e furono decimati dai fatimidi. Tale sconfitta costrinse l'imperatore bizantino Basilio II a guidare personalmente una campagna nell'anno successivo. Due anni dopo, nel 1001, tre anni dopo la battaglia di Apamea, fu firmato un trattato di tregua di dieci anni tra i due stati.

## Antefatti
Nel settembre 994 Michele Bourtzes, il governatore militare bizantino (doux) di Antiochia e della Siria settentrionale, patì una pesante sconfitta nella Battaglia dell'Oronte per mano del generale fatimide Manjutakin. Tale vittoria fatimide fece vacillare la posizione bizantina in Siria, e minacciò gravemente quella dell'Emirato hamdanide di Aleppo. Per scongiurarne la caduta, l'imperatore Basilio II intervenne di persona nella regione nel 995, costringendo Manjutakin a battere in ritirata a Damasco. Dopo aver preso Shayzar, Hims e Rafaniya, e aver fatto erigere una nuova fortezza ad Antartus, l'imperatore fece ritorno nella capitale, dopo aver nominato Damiano Dalasseno nuovo doux di Antiochia.
Dalasseno mantenne un atteggiamento aggressivo. Nel 996 le sue truppe devastarono i dintorni di Tripoli e Arqa, mentre Manjutakin, ancora una volta invano, assediò Aleppo e Antartus, ma fu costretto a battere in ritirata dall'intervento di Dalasseno e del suo esercito in soccorso della fortezza. L'anno successivo, Dalasseno rinnovò le incursioni contro Tripoli, Rafaniya, Awj e al-Laqbah, espugnando quest'ultima. Nel frattempo gli abitanti di Tiro, sotto il comando di un marinaio di nome Allaqa, insorsero contro i Fatimidi richiedendo aiuti dai Bizantini; ancora più a sud, in Palestina, il condottiero beduino Mufarrij ibn Daghfal ibn al-Jarrah attaccò Ramlah.

## La battaglia

### L'assedio di Apamea e i rinforzi fatimidi
All'inizio dell'estate 998, Dalasseno venne a conoscenza dello scoppio di un catastrofico incendio ad Apamea che aveva distrutto molte delle sue provviste, per cui marciò sulla città. Gli Aleppini, mirando a impadronirsi di Apamea, lo precedettero ma batterono in ritirata all'avvicinarsi di Dalasseno, che non poteva permettere a un vassallo di acquisire troppa potenza e intendeva prendere possesso della città a nome dell'imperatore. Benché fossero in teoria alleati dei Bizantini, gli Aleppini lasciarono le provviste che avevano portato con sé nelle mani degli abitanti di Apamea, aiutandoli così a resistere. Gli eventi successivi vengono riferiti da diversi autori, compresa la narrazione concisa di Giovanni Scilitze e i più dettagliati resoconti dell'arabo cristiano Yahya di Antiochia e l'armeno Stefano di Taron. Sopravvivono anche resoconti arabi, presumibilmente basati sull'opera dello storico dell'XI secolo Hilal al-Sabi; la versione dei fatti più dettagliata è preservata da Ibn al-Qalanisi.
Il governatore di Apamea, al-Mala'iti, implorò aiuto ai Fatimidi. Secondo Ibn al-Qalanisi, il reggente eunuco Barjawan assunse Jaysh ibn Samsama al comando dell'esercito che avrebbe dovuto soccorrere la città assediata, nominandolo governatore di Damasco e mettendogli a disposizione un migliaio di uomini. Prima di confrontarsi con i Bizantini, i Fatimidi dovettero soffocare la rivolta di Tiro e quella di Ibn al-Jarrah. I Bizantini tentarono di soccorrere l'assediata Tiro inviando una flotta, la quale fu tuttavia sconfitta dai Fatimidi, e la città cadde in giugno. La rivolta di Ibn al-Jarrah fu anch'essa sedata, e Jaysh ibn Samsama fece ritorno a Damasco, dove sostò per tre giorni radunando le truppe necessarie per il soccorso di Apamea. Fu raggiunto dalle truppe e dai volontari provenienti da Tripoli, mettendo insieme un esercito di 10000 uomini e 1000 cavalieri beduini della tribù di Banu Kilab. Secondo Scilitze, l'esercito fatimide comprendeva soldati provenienti da Tripoli, Beirut, Tiro e Damasco. Nel frattempo, Dalasseno stava portando avanti vigorosamente l'assedio, riducendo agli stremi gli abitanti di Apamea, costretti a nutrirsi di cadaveri e cani, comprati al prezzo di 25 dirham d'argento (secondo Abu'l-Faraj, due dinar d'oro) l'uno.

### Lo scontro finale
Le due armate si scontrarono nell'ampia pianura di al-Mudiq (cf. Qalaat al-Madiq), circondata da montagne e situata nelle vicinanze del Lago di Apamea, il 19 luglio. Secondo Ibn al-Qalanisi, l'ala sinistra dell'esercito fatimide era sotto il comando di Maysur lo Slavo, governatore di Tripoli; il centro, che comprendeva la fanteria daylamita e le salmerie, era sotto il comando di Badr al-Attar; quella destra era comandata da Jaysh ibn Samsama e Wahid al-Hilali. Secondo tutti i resoconti, i Bizantini caricarono l'esercito fatimide e lo costrinsero alla fuga, uccidendo 2000 soldati nemici e impadronendosi delle salmerie. Solo 500 ghilman sotto il comando di Bishara il Ikhshidide continuarono a resistere all'assalto, mentre il Banu Kilab abbandonò la lotta e cominciò a saccheggiare il campo di battaglia. A quel punto, un cavaliere curdo, chiamato Abu'l-Hajar Ahmad ibn al-Dahhak al-Salil (in arabo أبو الحَجَر أَحْمَد بن الضَّحَّاك السَّليل‎?) da Ibn al-Athir e da Ibn al-Qalanisi, e Bar Kefa dalle fonti bizantine e da Abu'l-Faraj, cavalcò in direzione di Dalasseno, che si trovava nelle vicinanze dello stendardo di battaglia sulla sommità di una altura ed era in presenza di soli due dei suoi figli e di dieci uomini del proprio seguito. Credendo che la battaglia fosse ormai vinta e che il curdo intendesse solo arrendersi, Dalasseno non prese alcuna preoccupazione. Invece Ibn al-Dahhak, mentre si stava avvicinando, caricò improvvisamente il generale bizantino. Dalasseno sollevò il braccio per proteggersi, ma il curdo gli scagliò la lancia. Il generale non indossava alcuna corazza, e così il colpo lo uccise.
La morte di Dalasseno cambiò le sorti della battaglia: i Fatimidi presero coraggio e, urlando "il nemico di Dio è morto!", caricarono i Bizantini, che caddero nel panico e volsero in fuga. La guarnigione di Apamea attuò una sortita fuori le mura, completando la debacle bizantina. Le fonti forniscono cifre discordanti relative alle perdite patite in battaglia dai Bizantini: Al-Maqrizi riporta 5 000 bizantini caduti in battaglia, Yahya di Antiochia ne riporta 6 000, mentre Ibn al-Qalanisi si spinge a 10 000. Gran parte dei bizantini superstiti (2 000 secondo Ibn al-Qalanisi) furono fatti prigionieri dai Fatimidi. Tra questi vi erano numerosi comandanti di grado elevato, tra cui il celebre patrikios georgiano Tchortovanel, nipote di Tornike Eristavi, oltre a due figli di Dalasseno, Costantino e Teofilatto,  che furono comprati da Jaysh ibn Samsama al costo di 6 000 dinar e trascorsero i dieci anni successivi in prigionia al Cairo. Stefano di Taron fornisce una versione della battaglia leggermente diversa, sostenendo che i vittoriosi bizantini furono colti alla sprovvista da un attacco improvviso dei ritrovatesi Fatimidi al loro accampamento e che uno dei fratelli di Dalasseno e uno dei propri figli furono uccisi insieme allo stesso generale. Questa versione dei fatti è comunemente respinta dagli studiosi moderni.

## Conseguenze
La sconfitta di Dalasseno costrinse Basilio II a condurre di persona una ulteriore campagna in Siria nell'anno successivo. Giunto in Siria a metà settembre, l'esercito dell'imperatore seppellì i caduti nel campo di Alamea per poi prendere Shayzar, saccheggiare la fortezza di Masyaf e Rafaniya, dare alle fiamme Arqa, e devastare i dintorni di Baalbek, Beirut, Tripoli e Jubayl. A metà dicembre, Basilio fece ritorno ad Antiochia, dove nominò Niceforo Urano doux, anche se, in base alla propria autodefinizione di "reggitore dell'Oriente", il proprio ruolo parrebbe essere stato ancora maggiore, con pieni poteri civili e militari sull'intera frontiera orientale. Nel 1001 Basilio II concluse una tregua decennale con il califfo fatimide al-Hakim.